# Mesitornis
Mesitornis är ett fågelsläkte i familjen mesiter inom ordningen mesitfåglar. Släktet omfattar endast två arter som förekommer på Madagaskar:
- Vitbröstad mesit (M. variegatus)
- Brunmesit (M. unicolor)